# Eloeophila mishimai
Eloeophila mishimai är en tvåvingeart som först beskrevs av Alexander 1969.  Eloeophila mishimai ingår i släktet Eloeophila och familjen småharkrankar. Inga underarter finns listade i Catalogue of Life.